# トランプ台上の首
『トランプ台上の首』（トランプだいじょうのくび）は、横溝正史の中編推理小説、および表題作とする中編小説集。「金田一耕助シリーズ」の一つ。『オール讀物』1957年（昭和32年）1月号に短編で掲載された後、1959年（昭和34年）2月に中編化された。
生首だけが発見されて胴体が消失しているという設定は高木彬光の『刺青殺人事件』の焼き直しであるが、それについて作者は「なにかひどく感心すると、どうしてもそれに挑戦したくなるから」と述べている。

## あらすじ
舟で隅田川沿いに水上惣菜屋を営んでいる宇野宇之助が、得意先のアパート聚楽荘の1階に住むストリッパー、牧野アケミの生首を彼女の部屋で発見したのは11月24日のことであった。残されていたのは首だけで、胴体の行方は不明であった。前夜、アケミの部屋でトランプゲームをしに集まった、アケミの勤め先のストリップ劇場の支配人・郷田実や幕内主任の伊東欣三、同僚のストリッパーの高安晴子も生首はアケミに間違いないと話す。等々力警部に伴われて現場に訪れた金田一耕助は、郷田と伊東の話から、アケミは劇場で関係を持たなかった男は1人もいないというほど男癖が悪かったこと、最近は裕福な稲川専蔵という車のブローカーがパトロンについていたこと、それ以来他の男との関係がさっぱりなくなったことなどを知った。金田一は、3人が警察の事情聴取を受けている間、アケミの寝室を確認しているときにアケミの靴の踵にガラスの粉が刺さっていることに目を止める。
翌25日、アケミの胴体を運んだと思われる貸ボートが発見された。ボートの中には、ぐっしょりと血に染まったオーヴァが放りだされていた。このオーヴァは、ストリップ劇場の関係者や聚楽荘の住人たちによりアケミのものに間違いないことが確認された。また、アケミのパトロンの稲川は、アケミの死体が見つかった前々日に大阪へ発って以降、行方が分からなくなっていた。
そして11月30日、西銀座にある稲川商事の社長室で、支那鞄の中から稲川の死体が発見された。殺されたのは行方不明になった22日の晩らしく、アケミよりも先に殺されていたことになる。また、稲川の小切手帳と印鑑が紛失していることや、23日の朝、アケミと思われる若い女がその小切手で金を引き出していたことが分かった。さらに、事務員の証言で、稲川が行方不明になった翌朝、社長室に粉々に壊れたシェリー・グラスとコックが被る帽子が落ちていたことが分かった。金田一は捜査陣に、アケミの靴の踵にガラスの粉が刺さっていたことを指摘し、アケミが22日の晩に稲川の社長室を訪れていたことを示唆する。
一方、コックの帽子はアケミの生首を発見した惣菜屋・宇野のものであった。そして、捜査本部に連行された宇野は、その帽子を無くした経緯で事件の少し前にアケミの部屋で彼女の裸をのぞき見していたことを自白するが、捜査陣に「その時アケミの腹に大きな蜘蛛がついていた」と奇怪な陳述を行う。

## 主な登場人物
金田一耕助（きんだいち こうすけ）
私立探偵。
等々力大志（とどろき だいし）
警視庁警部。
菅井（すがい）
アケミ殺しの所轄署の捜査主任で警部補。
岡村（おかむら）
稲村殺しの所轄署の捜査主任で警部補。
牧野アケミ（まきの アケミ）
ミラノ座のストリッパー。25、6歳。本名はハル子。男癖が悪い。
宇野宇之助（うの うのすけ）
惣菜屋。舟で隅田川沿いの顧客に惣菜を販売している。
郷田実（ごうだ みのる）
ミラノ座の支配人。50歳前後。
伊東欣三（いとう きんぞう）
ミラノ座の幕内主任。35、6歳。
高安晴子（たかやす はるこ）
ミラノ座のストリッパー。20歳になるかならないかの年頃。
稲川専蔵（いながわ せんぞう）
稲村商事の社長。60歳。大陸帰り。西銀座で自動車のブローカーを営んでいる。
石河和子（いしかわ かずこ）
稲村商事の事務員。

## 原型短編からの加筆内容
緒方警部補が菅井警部補、吉村刑事が吉田刑事に変更され、岡村警部補と小崎刑事の名が設定され、第2の被害者は久米専蔵から稲川専蔵、関係者の所属が「麗人劇場」から「ミラノ座」に変更されるなど固有名詞の変更は多い。その他、描写内容を細かく補筆し、特に第2の被害者の人物像や惣菜屋・宇野の関与に関する描写が詳細化されているが、小説としてのストーリーや推理小説としてのロジックに影響する変更は見られない。
比較的大きな変更としては、元の短編ではコックの帽子を被害者が手に握っていたところを、靴底のガラス破片の元になったシェリーグラスの破損に絡んで従業員が回収保存していた設定とされている。
なお、最後に金田一が真相を明らかにする直前の警察の捜査状況を具体的に描写する場面は改稿後の追加であり、菅井警部補が金田一の収入源に関する疑問を等々力警部に投げかける場面もこの追加に含まれる。

## 収録書籍
- 『幽霊座』（2022年、角川文庫、ISBN 978-4-04-112777-3）
「幽霊座」「鴉」「トランプ台上の首」を収録。
- 『蝋美人 新装版』（1997年、春陽文庫、ISBN 978-4-394-39518-8）
「蝋美人」「トランプ台上の首」「香水心中」「赤の中の女」を収録。
- 『トランプ台上の首』（2000年、角川ホラー文庫、ISBN 978-4-04-355501-7）
「トランプ台上の首」「貸しボート十三号」「探偵小説講座」（エッセイ）を収録。

### 原型短編
- 『金田一耕助の帰還』（1996年、出版芸術社、ISBN 978-4-88293-117-1、文庫化2002年、光文社文庫、ISBN 978-4-334-73262-2）
「毒の矢」「トランプ台上の首」「貸しボート十三号」「支那扇の女」の原型短編および「壺の中の女」（『壺中美人』の原型）「渦の中の女」（『白と黒』の原型）「扉の中の女」（『扉の影の女』の原型）「迷路荘の怪人」（『迷路荘の惨劇』の原型）を収録。

## 映像化
- 『トランプ台上の首』（2000年10月30日放送、TBS系）
『黒猫亭事件』と合わせて1編の作品としたものである。表題は『トランプ台上の首』となっているが、内容は専ら『黒猫亭事件』に基づいている。